# Allotrichoma breviciliatum
Allotrichoma breviciliatum är en tvåvingeart som beskrevs av Canzoneri 1987. Allotrichoma breviciliatum ingår i släktet Allotrichoma och familjen vattenflugor.
Artens utbredningsområde är Sudan. Inga underarter finns listade i Catalogue of Life.